# Albuca dilucula
Albuca dilucula là một loài thực vật có hoa trong họ Măng tây. Loài này được (Oberm.) J.C.Manning & Goldblatt mô tả khoa học đầu tiên năm 2009.